# Branigan 2
Branigan 2 es el segundo álbum de estudio de la cantante estadounidense Laura Branigan, lanzado en marzo de 1983 por Atlantic Records. El álbum alcanzó el puesto número 29 en el Billboard 200 de Estados Unidos y fue certificado Oro por la Asociación de la Industria de Grabación de América (RIAA) el 18 de septiembre de 1985, lo que denota envíos de más de 500,000 copias en los Estados Unidos. En una revisión retrospectiva para AllMusic, Bryan Buss escribió que la «voz plena y expresiva de Branigan muestra un crecimiento serio» en «una colección mucho más cohesiva» que su álbum debut, Branigan, añadiendo que «este álbum no desperdicia ni una sola pista».
Se lanzaron tres sencillos del álbum. El primer sencillo, «Solitaire», es una versión de una canción en francés de 1981 del mismo nombre de la cantante francesa Martine Clémenceau, con letras en inglés escritas por Diane Warren. El sencillo tuvo éxito comercial, alcanzando el puesto número siete en el Billboard Hot 100 de Estados Unidos.
El segundo sencillo, «How Am I Supposed to Live Without You», fue coescrito por Michael Bolton. Alcanzó el puesto número 12 en el Billboard Hot 100 y encabezó la lista Adult Contemporary durante tres semanas. AllMusic consideró la versión de Branigan «muy superior» a la exitosa versión de Bolton de 1989, afirmando que es «más simple, más bonita, y muestra matices de emoción que Bolton solo podría insinuar».
Branigan 2 también incluye una versión de «Squeeze Box» de The Who (1975), así como «Deep in the Dark», una canción nueva basada en la música de «Der Kommissar» de Falco (1981). «Deep in the Dark» fue lanzada en el Reino Unido como el tercer y último sencillo del álbum.
La canción «Find Me» fue utilizada como el tema de amor en la película de Robert Hays de 1983, Touched.

## Lista de canciones
| Lado A |                    |                |          |  |
| N.º    | Título             | Letras         | Duración |  |
| 1.     | «Solitaire»        | Diane Warren   | 4:07     |  |
| 2.     | «Deep in the Dark» | Bill Bowersock | 3:50     |  |
| 3.     | «Close Enough»     | John Lang      | 3:41     |  |
| 4.     | «Lucky»            | Steve Bi       | 3:58     |  |
| 5.     | «Squeeze Box»      | Pete Townshend | 3:00     |  |

| Lado B |                                         |          |  |
| N.º    | Título                                  | Duración |  |
| 6.     | «How Am I Supposed to Live Without You» | 4:29     |  |
| 7.     | «I'm Not the Only One»                  | 3:22     |  |
| 8.     | «Mama»                                  | 3:56     |  |
| 9.     | «Find Me»                               | 3:22     |  |
| 10.    | «Don't Show Your Love»                  | 3:30     |  |

## Gráficos
| Listas (1983)                          | Mejor posición |
| -------------------------------------- | -------------- |
| Australia Albums (Kent Music Report)   | 30             |
| Nueva Zelanda (Recorded Music NZ)      | 11             |
| Estados Unidos (Billboard 200)         | 29             |
| Estados Unidos Cash Box Top 200 Albums | 30             |

## Certificaciones
| País           | Organismo certificador | Certificación | Ventas certificadas | Ref.  |
| -------------- | ---------------------- | ------------- | ------------------- | ----- |
| Estados Unidos | RIAA                   | Oro           | 500 000             | [ 1 ] |